# Варвар (фільм)
Варвар (англ. Barbarian) — американський пригодницький фільм.

## Сюжет
Древня земля задихається під гнітом тирана-чаклуна. Темний Лорд править у захопленому королівстві і не бачить опору. Всі його думки — це влада над світом. Для цього йому потрібно заволодіти лише трьома стародавніми магічними амулетами сили: черепом, мечем справедливості і амулетом життя. Лише один боєць здатний тепер протистояти темному володареві. Він — не просто бестрашний воїн, він варвар і ім'я йому — Кейн.

## У ролях
- Майкл О'Херн — Кейн
- Ірина Григор'єва — принцеса
- Світлана Меткіна — Джільда
- Юрій Данильченко — Вубі
- Олександр Дяченко — Зігрід
- Мартін Коув — Мункар
- Дмитро Шевченко — Крісто
- Ірина Карра — Ільза
- Евеліна Бльоданс — Севра
- Євдокія Германова — відьма
- Юрій Думчев — Темний Принц
- Гарі Каспер — Темний Принц
- Юрій Петров — Король Кандор
- Олександр Ревенко — Товстий Король
- Катерина Дробиш — дівиця
- Євген Митрофанов — шеф-кухар
- Борис Колобов — божевільний бандит